# Железнодорожный (Волгоградская область)
Железнодорожный — посёлок во Фроловском районе Волгоградской области России. Входит в Шуруповское сельское поселение

## География
Посёлок расположен в 2 км южнее хутора Шуруповский.

## Население
| 2002 | 2010 |
| ---- | ---- |
| 290  | ↘233 |

Национальный состав
Согласно результатам переписи 2002 года, в национальной структуре населения русские составляли 95 % из общей численности населения в 290 человек.

## Инфраструктура
В посёлке находятся магазин, медучреждение. Посёлок газифицирован и электрифицирован, есть водопровод, центральное отопление. Дороги грунтовые.
Рядом расположена железнодорожная станция Калинино линии «Москва—Волгоград».